# Acqua e anice
Acqua e anice è un film del 2022, l'opera prima di Corrado Ceron con protagonista Stefania Sandrelli e Silvia D'Amico.

## Trama
Acqua e anice è la bevanda preferita dalla settantenne Olimpia, una cantante che ha avuto in passato un discreto successo nelle balere romagnole dove si esibiva con l'orchestra I Capricci. Adesso che vive sola a Comacchio e vive di ricordi e di malinconie, decide di partire per Zurigo facendosi accompagnare da Maria, barista in un locale di spiaggia. Maria guiderà il furgone che una volta Olimpia utilizzava per le serate e fra le due il rapporto, inizialmente conflittuale, si fa via via sempre più amichevole. Prima di arrivare a destinazione, dove dice di essere attesa da una vecchia amica, Olimpia si ferma presso una sorella più giovane che festeggia le sue nozze. Lungo il viaggio incontra Gimmi, ex chitarrista con il quale aveva avuto una relazione, che si unisce al viaggio per un breve tratto, poi visita i ruderi di una vecchia discoteca dove aveva fatto molte serate con successo. Giunge infine in Svizzera e qui si scopre che nascondeva un segreto: la destinazione non è la casa della sua amica, bensì una clinica in cui le verrà praticata l'eutanasia perché è affetta da un male incurabile.

## Produzione
Le riprese del film sono terminate il 26 novembre 2021 a Comacchio.
Il film è stato girato in due paesi: in Italia, interamente in Emilia-Romagna, tra Comacchio e Lido di Spina (dove la Casa museo Remo Brindisi viene utilizzata come scenografia per la clinica svizzera) ed in Germania.

## Distribuzione
Il film è stato presentato in anteprima alla 79ª Mostra Internazionale d'Arte Cinematografica di Venezia nella sezione Giornate degli Autori in Eventi Speciali il 9 settembre 2022.
Il 27 ottobre 2022 è stato presentato al Teatro Ricciardi di Capua per il festival Venezia a Napoli. Il cinema esteso.
È uscito nelle sale cinematografiche il 3 novembre 2022 distribuito da Fandango.

## Colonna sonora
Per il film è stata scritta appositamente la canzone I giorni più felici, cantata sul set e poi anche registrata da Stefania Sandrelli. Nelle canzoni principali la voce è di Marina Santelli con la collaborazione di Daniele Benati e Claudio Zanoni.

## Riconoscimenti
- 2022 - 79ª Mostra Internazionale d'Arte Cinematografica di Venezia
  - Evento Speciale Fuori Concorso
- 2022 - Festival del Cinema Italiano di Madrid
  - Premio del Pubblico per il Miglior Lungometraggio[8]
- 2022 - Breganze Film Festival
- 2022 - Venezia a Napoli. Il cinema esteso
- 2022 - Festival de Cinema Italiano - San Paolo (Brasile)
- 2022 - Castelli Romani Film Festival Internazionale
  - Gran Premio Roberto Di Felice come Miglior Film[9]